# Кинта-де-Сан-Бартоломеу
Кинта-де-Сан-Бартоломеу (порт. Quinta de São Bartolomeu)  —  район (фрегезия) в Португалии,  входит в округ Гуарда. Является составной частью муниципалитета  Сабугал. По старому административному делению входил в провинцию Бейра-Алта. Входит в экономико-статистический  субрегион Бейра-Интериор-Норте, который входит в Центральный регион. Население составляет 217 человек на 2001 год. Занимает площадь 8,80 км².
Покровителем района считается Апостол Варфоломей (порт. São Bartolomeu). 